# Chiesa di Santo Stefano (Genova)

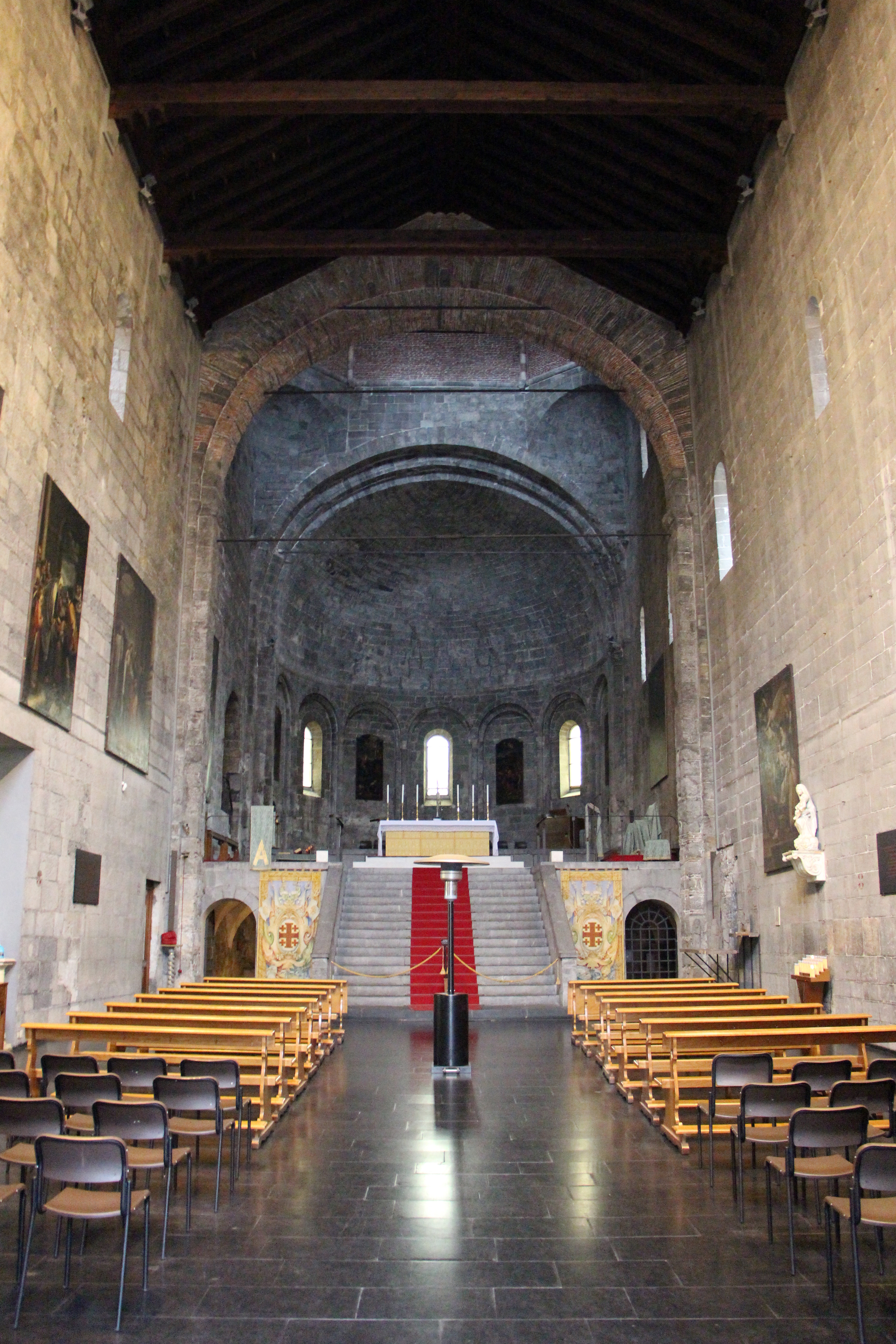
L'interno

La chiesa di Santo Stefano (o abbazia di Santo Stefano) è uno dei più noti luoghi di culto cristiani di Genova, e la sua comunità parrocchiale fa parte del Vicariato di Carignano - Foce dell'arcidiocesi di Genova.
Situata su un'altura che sovrasta la centralissima via XX Settembre è stata uno degli esempi maggiormente significativi dell'architettura romanica presenti nel capoluogo ligure.
In questa chiesa venne battezzato Cristoforo Colombo e si ritiene che venne battezzato anche il giovane Balilla.
Dal 1912 l'edificio è sottoposto a vincolo di tutela da parte della soprintendenza.

## Storia

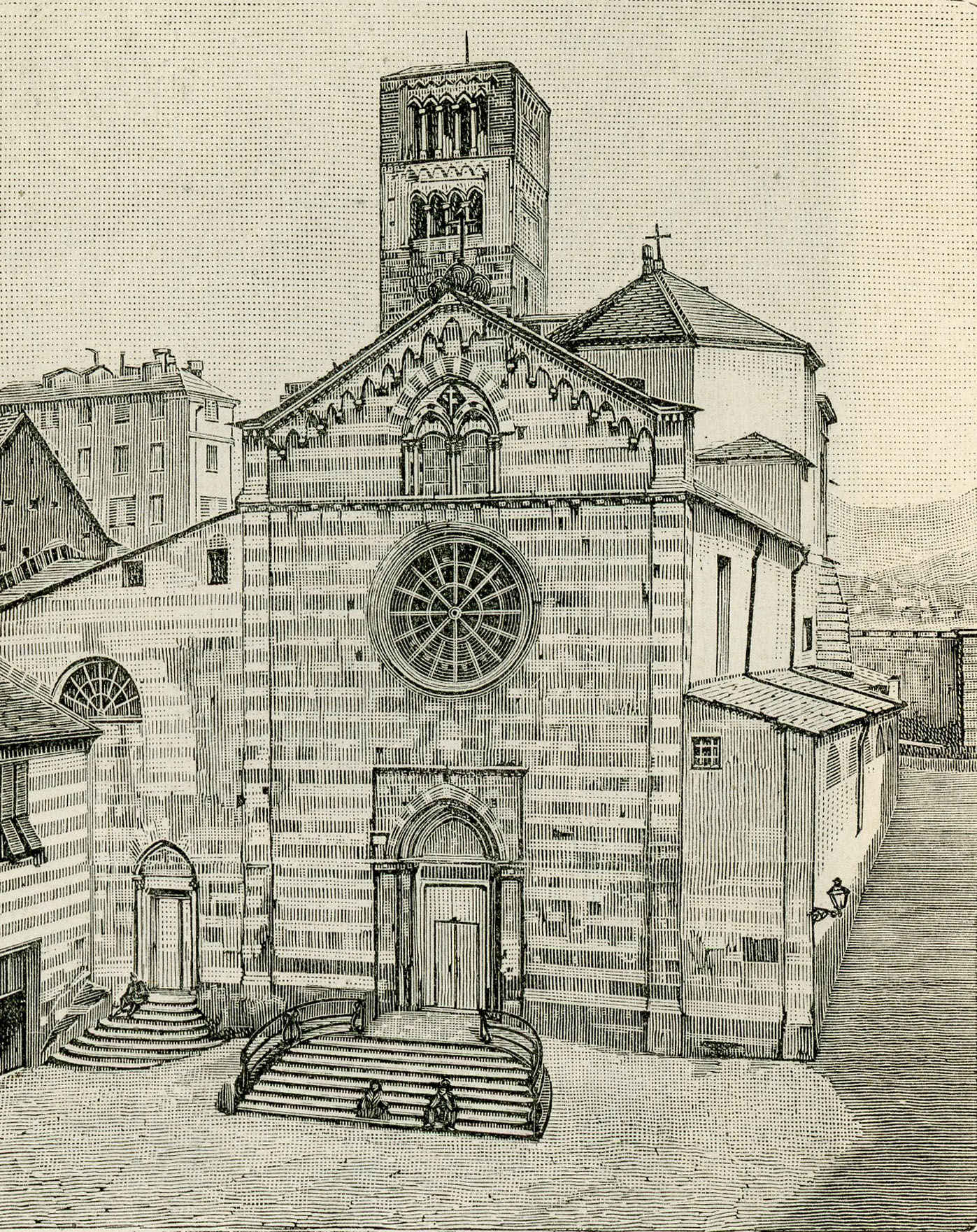
La chiesa nel 1892, prima delle demolizioni per la realizzazione di Via XX Settembre

La fondazione della nuova chiesa con abbazia intitolata a Santo Stefano, risale al 972, da parte del vescovo di Genova Teodolfo, che intese così porre rimedio ad una distruzione compiuta da una incursione saracena nel 934.
Fra il 982 ed il 998 vi è l'inserimento, fra i beni della nascente abbazia, dell'antica cella monastica di San Pietro della Porta, l'odierna Chiesa di San Pietro in Banchi.
Il vescovo Giovanni introduce i benedettini di Santo Stefano nella chiesa dei Santi Nazario e Celso in Albaro.
Nel 1027 passa ai benedettini la Chiesa di Santa Margherita ed i possedimenti di Marassi.
Dall'XI secolo in varie donazioni si costituisce il feudo di Villaregia (odierno Santo Stefano al Mare) e l'omonica chiesa parrocchiale, e con le donazioni della contessa Adelaide di Susa il monastero possiede un ampio territorio, ed inoltre possiede la chiesa di Santo Stefano di Sanremo e la Chiesa di San Giuliano di Noli.
Il monastero estenderà i propri interessi imprenditoriali, oltre che alla proficua attività molitoria, pure all'industria vinaria e alla panificazione. Inoltre ha la concessione di uno dei diciassette bagni pubblici (balneum) esistenti a Genova nel Medioevo, situato lungo il Rivo torbido con annesse proprietà.
Importanti lavori di restauro - che richiesero peraltro l'abbattimento di alcune cappelle - furono compiuti alla fine del XIX secolo in occasione dell'ampliamento dell'allora via Giulia, oggi via XX Settembre.
Chiusa per quasi tutta la prima metà del Novecento, la chiesa è stata completamente ristrutturata tra il 1946 ed il 1955, anno in cui venne consacrata al culto dal cardinale Giuseppe Siri. Il parroco ha il titolo di abate.

## Descrizione

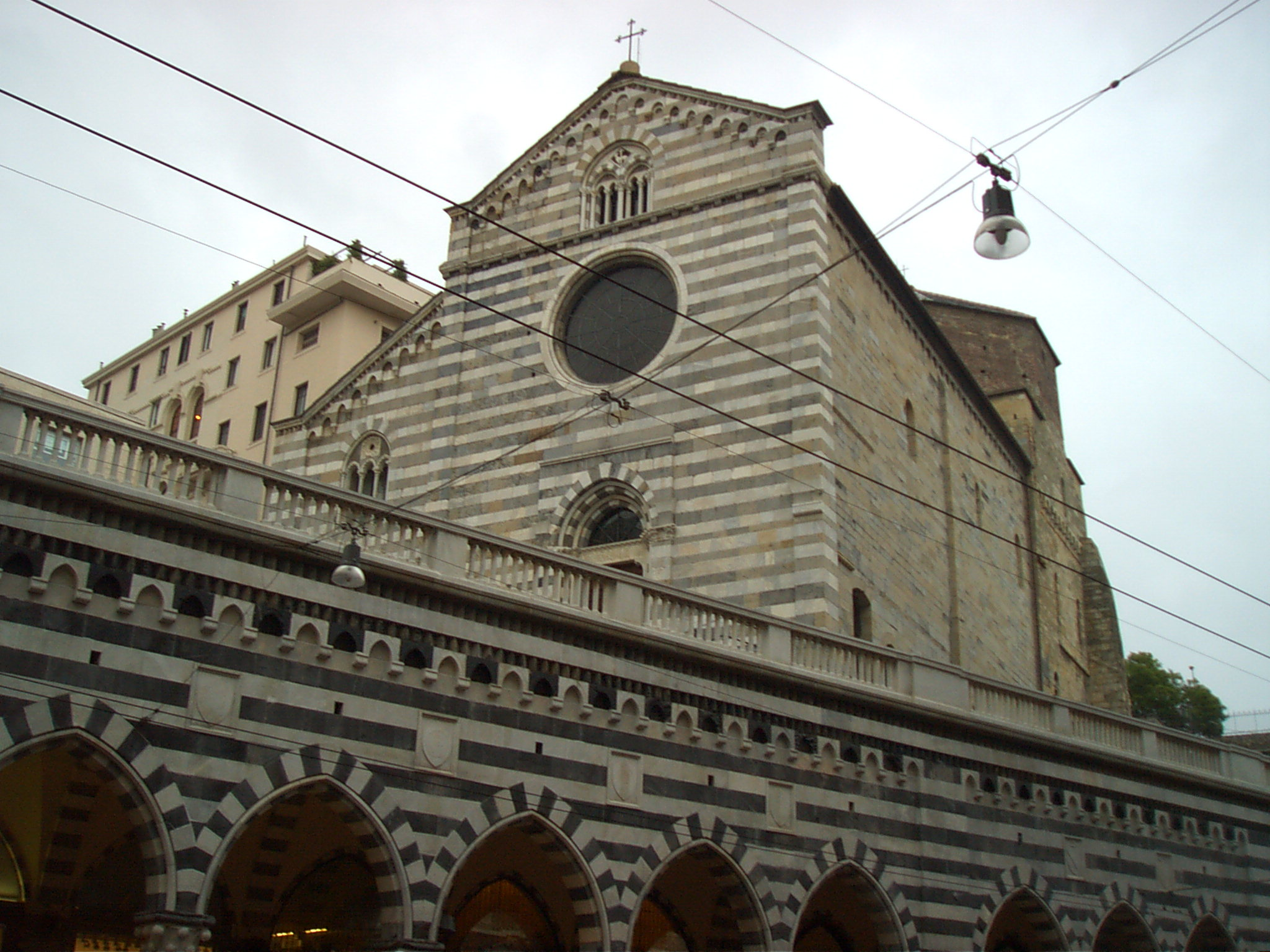
La chiesa vista dalla sottostante via XX Settembre

L'attuale edificio sorse sui resti di una piccola chiesa del V secolo intitolata a San Michele Arcangelo. Il documento più antico che ne fa menzione è un atto di donazione risalente al 1º aprile 965.

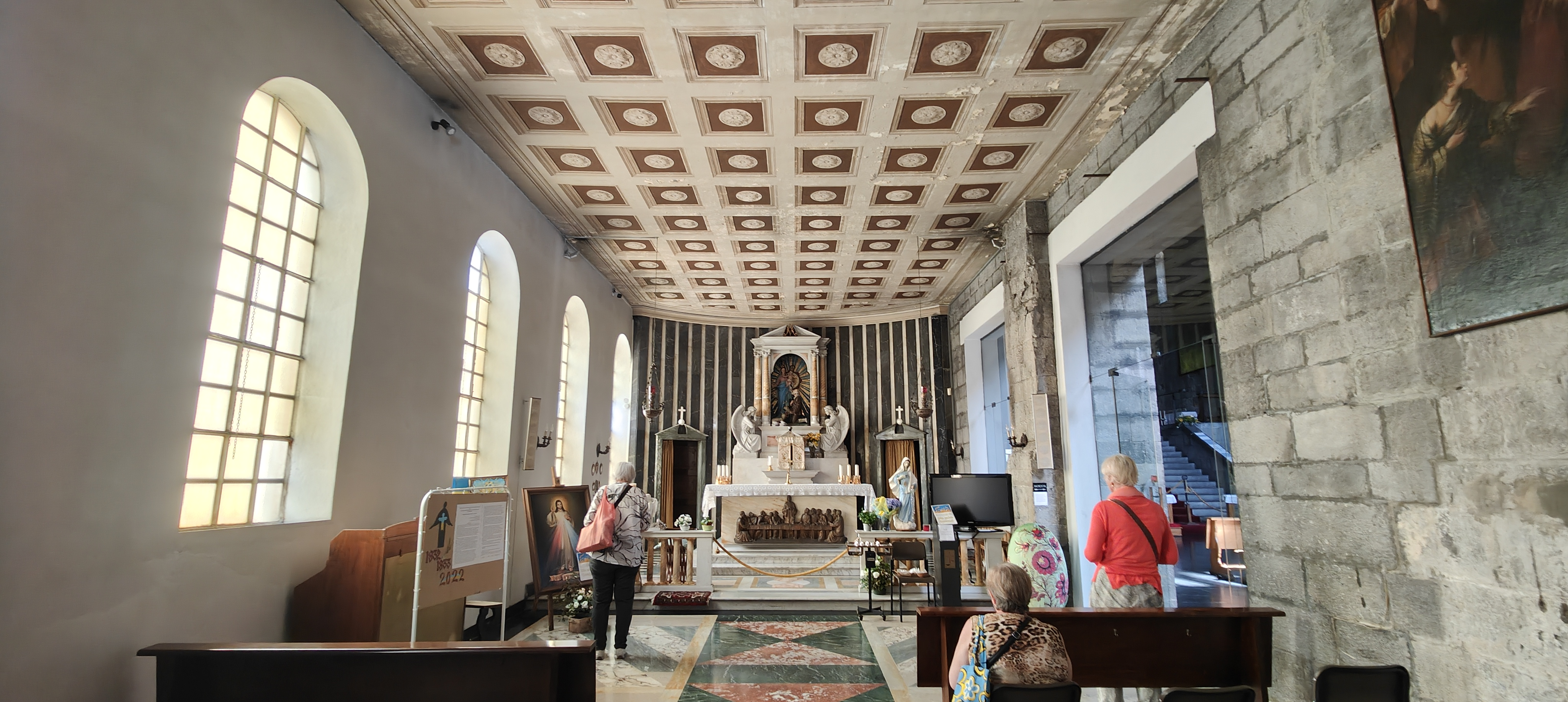
Entrata dell'unica navata sinistra. La facciata della chiesa infatti si presenta asimmetrica

La chiesa di Santo Stefano ha una pianta rettangolare ad una sola navata, con un presbiterio sopraelevato sotto al quale si trova una cripta, probabilmente il nucleo originario della piccola chiesa dedicata a San Michele. La cupola, ricostruita in laterizio nel 1306 dall'abate Niccolò Fieschi, ha forma ottagonale e allo stesso secolo è ritenuta databile la cella campanaria. La parte inferiore del campanile è di datazione incerta ma si ritiene che sia antecedente alla chiesa e che in origine svolgesse funzioni di torre di guardia.
La chiesa venne elevata a parrocchia posteriormente al 1054, ed è menzionata come tale in una bolla papale di Innocenzo II del 1134 ed è sicuramente posteriore al 1054. Nel 1217 fu ricostruita sul modello della chiesa abbaziale di Bobbio e fu riconsacrata dai cardinali Ugolino Conti (futuro papa Gregorio IX) e Sinibaldo Fieschi (futuro papa Innocenzo IV). Alla chiesa venne donata la reliquia del braccio di santo Stefano, contenuta in un cofano bizantino d'argento, che era in possesso dell'abate di Bobbio san Bertulfo dal 628.
Nel 1431 la chiesa divenne una "commenda", affidata al cardinale Lorenzo Fieschi, secondo una decisione presa nel 1401 papa Bonifacio IX. Nel 1479 venne annessa alla chiesa una cappella con cantoria marmorea. L'ultimo commendatario, il santo Gian Matteo Giberti, vescovo di Verona nel 1529 affidò la chiesa e il convento all'abbazia territoriale di Monte Oliveto Maggiore, che ne entrò in possesso la prima domenica di quaresima del 1530.

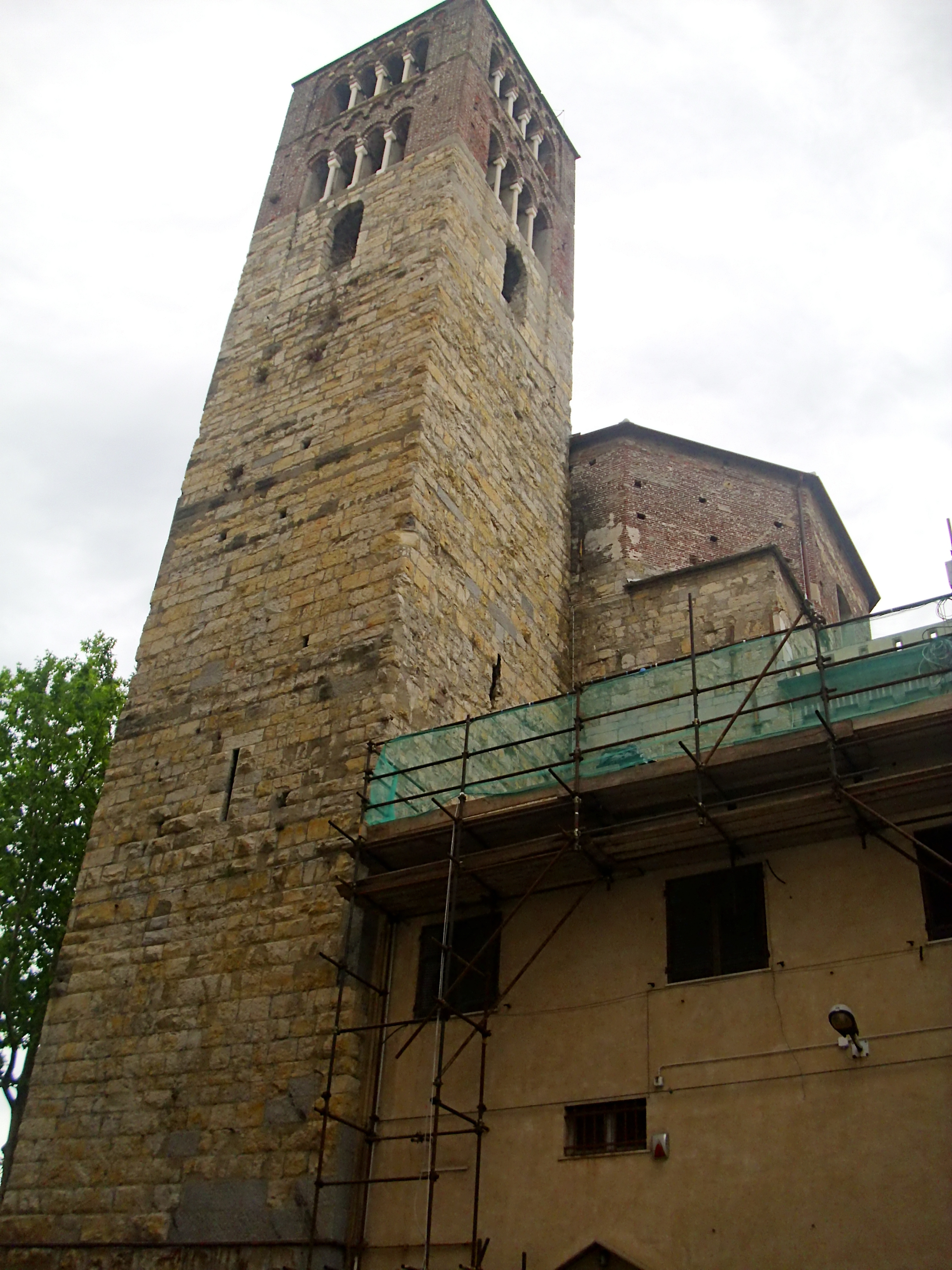
Il campanile della chiesa

Il monastero venne demolito nel 1535 e fu ricostruito alla metà del Seicento a una quota superiore e un nuovo pavimento venne costruito nella chiesa sopra quello antico a mosaico, facendo scomparire l'antica cripta. I monaci di Monte Oliveto nel 1759 costruirono il nuovo coro. Restarono i proprietari fino al 1775 e continuarono ad occuparla come ospiti fino al 1797.
Successivamente la chiesa ed il complesso furono affidati al clero secolare, che vi era presente fin dal 1776. Al parroco spettano ancor oggi il titolo e le insegne di abate.
Un tentativo di restauro della vecchia chiesa era stato avviato alla fine del XIX secolo ad opera dell'architetto Alfredo d'Andrade. Nello stesso periodo la zona in cui sorgeva la chiesa fu interessata dai lavori relativi all'edificazione di via XX Settembre, con lo smantellamento della vicina porta degli Archi e la rimozione della discesa che collegava il sagrato con la sottostante via Giulia, al cui posto ora sorge il porticato della nuova via, e l'edificazione del ponte Monumentale.

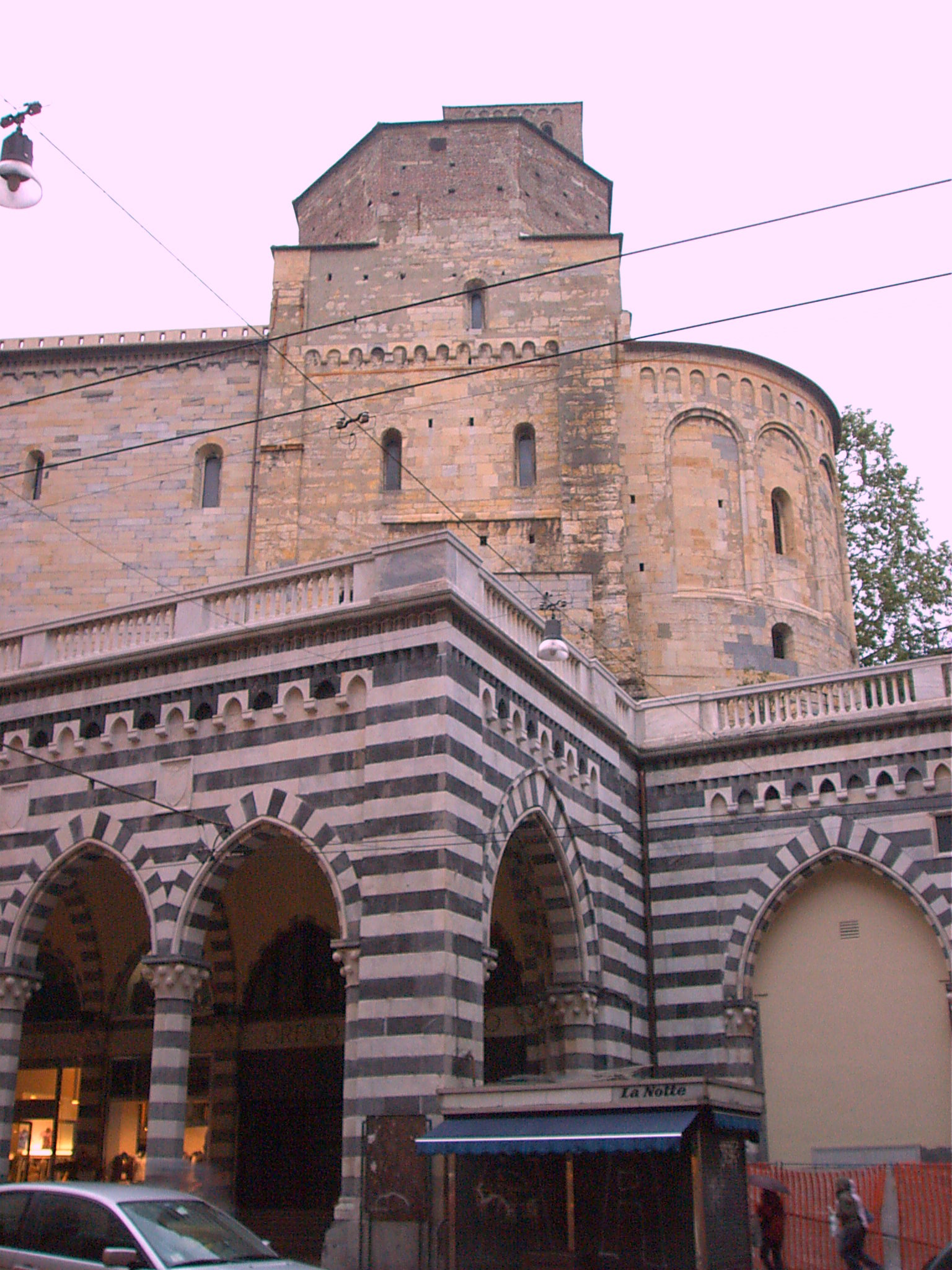
Un'altra prospettiva della chiesa. Il sottostante porticato, che riprende le tipiche bande bianche e nere dell'architettura genovese, è stato realizzato a cavallo tra il XIX ed il XX secolo in occasione della realizzazione di via XX Settembre.

Nel 1904 iniziò la creazione di una nuova chiesa accanto alla vecchia, sempre in stile romanico. La chiesa "gemella", inaugurata nel 1908, fu danneggiata pochi anni dopo, il 17 gennaio 1912, dal crollo della navata sinistra di quella vecchia. Morto l'architetto d'Andrade nel 1915, la situazione rimase bloccata. Entrambe le chiese furono pesantemente danneggiate dai bombardamenti della seconda guerra mondiale (23 ottobre, 7 novembre 1942 e notte tra il 7 e l'8 agosto 1943): Santo Stefano vide distrutta metà della facciata e buona parte del tetto.
L'arcivescovo di Genova, il cardinale Giuseppe Siri, volle la ricostruzione della vecchia chiesa romanica, ed i lavori, iniziati nel 1946 si conclusero con la consacrazione l'11 dicembre 1955. I lavori di rifacimento, su progetto di Cesare Galliano e di Cesare Barontini, comportarono la realizzazione di tredici altari, l'applicazione di vetri istoriati alle cinque grandi finestre del coro e al rosone di facciata e l'erezione di un pulpito riproducente quello della cattedrale di Spalato.
La parrocchia di Santo Stefano includeva la zona di Portoria, sino al Colle, passando per Vico Dritto di Ponticello dove era la casa di Cristoforo Colombo.
Dal 2004, nei giorni festivi, nella chiesa viene officiata anche la liturgia per i fedeli della Chiesa cattolica di rito bizantino-ucraino.
All'interno conserva notevoli dipinti di epoca manierista e barocca, fra cui spiccano:
- Lapidazione di santo Stefano di Giulio Romano (1521 circa).
- Martirio di San Bartolomeo di Giulio Cesare Procaccini
- Resurrezione di Giovanni Battista Baiardo
- Miracolo di San Benedetto di Luca Saltarello[8]